# Torgny Lindgren
Gustav Torgny Lindgren, född 16 juni 1938 i Raggsjö i Norsjö församling i Västerbotten, död 16 mars 2017 i Rimforsa i Tjärstads kyrkby i Östergötland, var en svensk författare. Han invaldes i Svenska Akademien den 28 februari 1991 och inträdde den 20 december samma år. Lindgren efterträdde Ture Johannisson på stol nr 9.

## Biografi

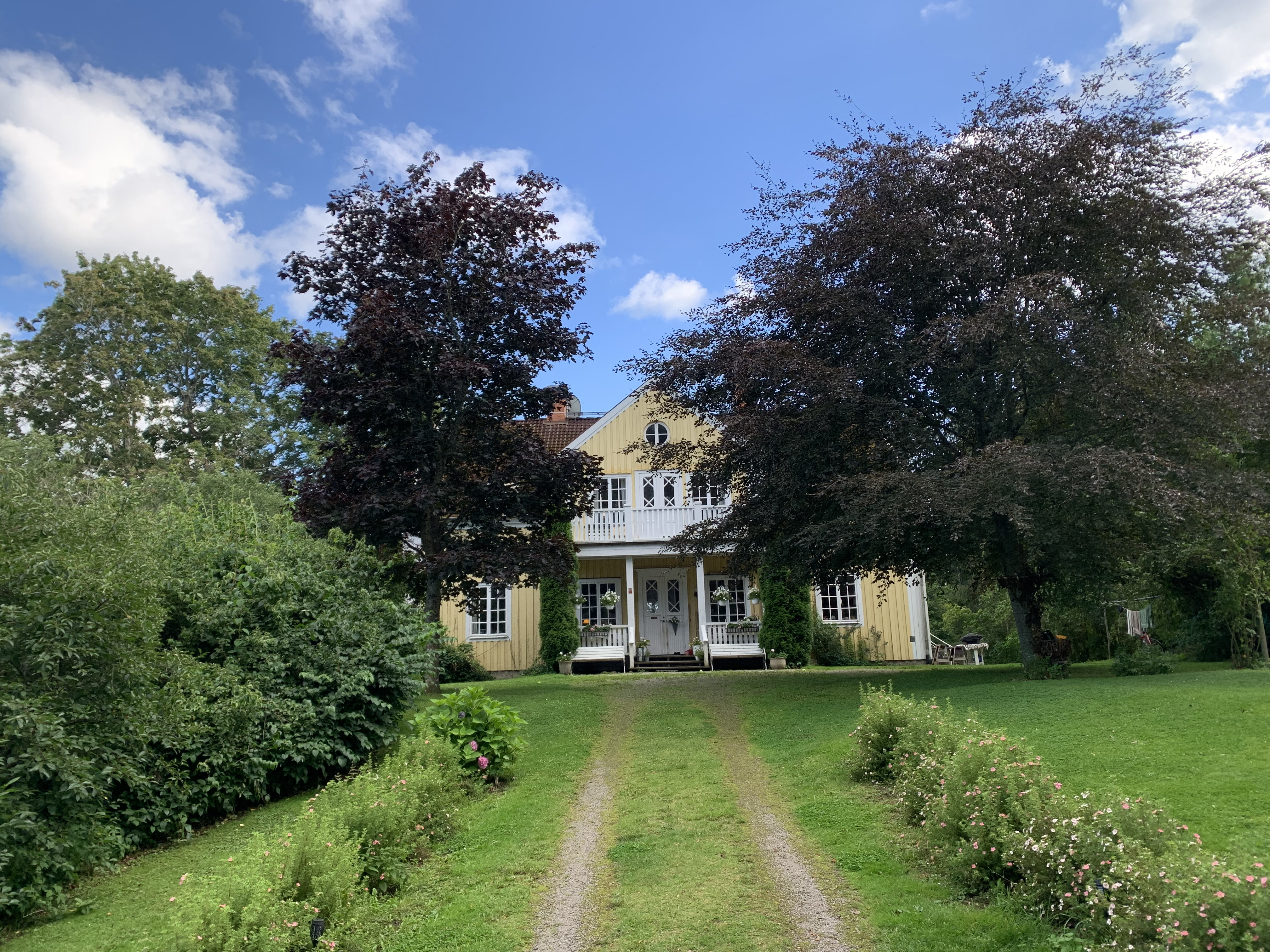
Tjärstad prästgård där Torgny Lindgren bodde de sista 21 åren av sitt liv. Hans mest långvariga hem.

Torgny Lindgren var son till faktor Andreas Lindgren och Helga Björk. Han utbildade sig till folkskollärare vid Folkskoleseminariet i Umeå, där han träffade sin blivande hustru, som även hon utbildade sig till lärare. Efter högskolestudier var han verksam som lärare i samhällsorienterande ämnen under åren 1959–1974 i Norsjö, Storfors och Vimmerby. Därefter ägnade han sig helt åt sitt författarskap. Han var även under flera år aktiv inom kommunalpolitiken för Socialdemokraterna. Lindgren bodde i en prästgård i Tjärstads socken utanför Rimforsa i Östergötland. År 1982 blev han döpt och upptagen i Romersk-katolska kyrkan. Torgny Lindgren och hans hustru Stina, född Andersson, fick tre barn: Aina, Ylva och Torgils. Den 7 april 2017 begravdes Torgny Lindgren på Tjärstads gamla kyrkogård.
Lindgren var ledamot av Svenska Akademien, stol nr 9, hedersdoktor vid Linköpings universitet och Umeå universitet samt hedersledamot av Kalmar nation och Norrlands nation i Uppsala.
Sedan 2015 går Ormens väg – uppkallad efter Torgny Lindgrens genombrottsroman från 1982 – som huvudgata genom Skellefteås nya stadsdel Västra Eriksberg, där alla gator och kvarter har namn sprungna ur västerbottensförfattares verk.

## Författarskap
Lindgrens författarskap präglas av hans uppväxt i Västerbotten, av hans intresse för filosofi (och då särskilt för Schopenhauer och Kierkegaard) och av hans kristna tro. I sina texter var han en bitsk samhällskritiker, med ironin som vapen. Humorn i Lindgrens verk är ofta underfundig och dubbelbottnad. Han blev känd som en av den svenska litteraturens främsta uttolkare av Norrland.
Torgny Lindgrens första böcker var diktsamlingar. På 1970-talet skrev han satiriska samtidsskildringar från skolans och politikens värld. En omorientering skedde med den historiska romanen Brännvinsfursten (1979) som pekar fram mot det senare författarskapets mer omfattande livsfrågor.
Torgny Lindgren fick sitt stora inhemska såväl som internationella genombrott med romanen Ormens väg på hälleberget (1982) där Lindgren hittade sitt säregna litterära uttryck präglat av karghet, galghumor och bibliska referenser. Romanen utspelar sig i en by i Västerbotten under 1800-talet och har starka dialektala inslag. En handlare och dennes son tar betalt av kvinnorna i en utblottad familj i form av sexuella tjänster och detta utmynnar i katastrof. Romanen filmatiserades 1986 av Bo Widerberg.
Ormens väg på hälleberget följdes av Merabs skönhet (1983), en novellsamling med en sammanhållande ramberättelse, som av många, däribland Torgny Lindgren själv, betraktas som författarens mästerverk.
Med romanen Batseba (1984) och novellsamlingen Legender (1986) renodlade Lindgren det bibliska i sitt författarskap. Ljuset (1987) är en allegorisk roman om en fruktansvärd farsot som drabbar en liten norrländsk by. Med Till sanningens lov (1991) återvände han till samtidsskildring och samhällssatir.
Hummelhonung (1995), Pölsan (2002) och Dorés bibel (2005) bildar tillsammans en triptyk av romaner. År 2008 utgavs den i en gemensam volym med titeln Nåden har ingen lag.

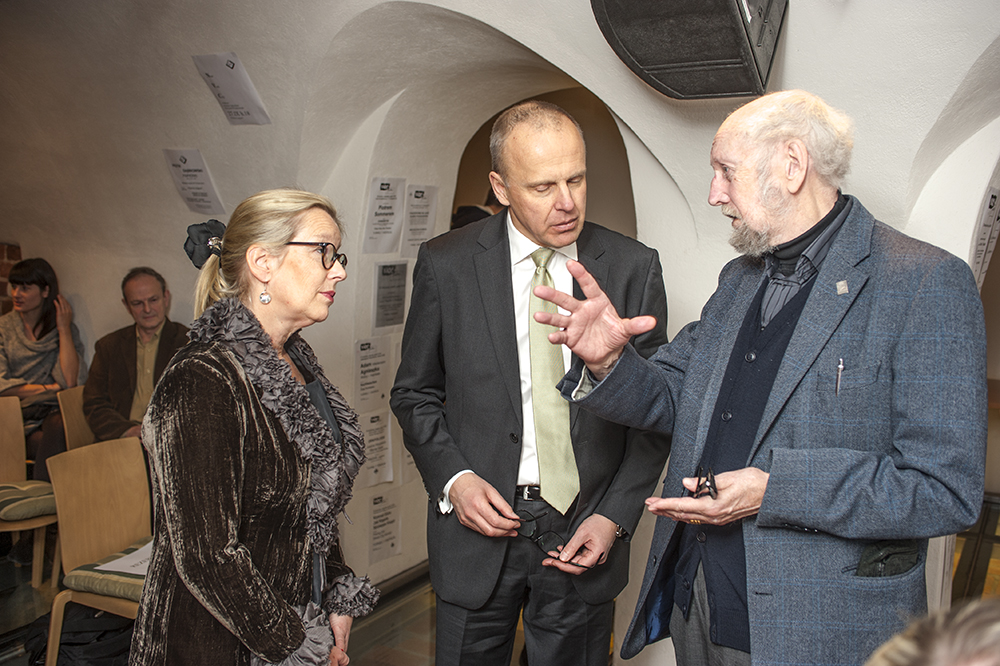
Torgny Lindström i samtal med Sveriges ambassadör till Polen, Staffan Herrström, i Warszawa, Polen i oktober 2012

År 2003 avslöjades att deckarförfattaren Hans Lamborn, som 1990 utgivit en roman som tilldelades Svenska Deckarakademins debutantpris, var en pseudonym för Torgny Lindgren och Eric Åkerlund. Romanen återutgavs 2003 i en omarbetad version med titeln Döden ett bekymmer under författarnas riktiga namn.
Romanen Norrlands akvavit (2007) är berättelsen om en återvändande väckelsepredikant från den sista stora väckelsen i Västerbotten.

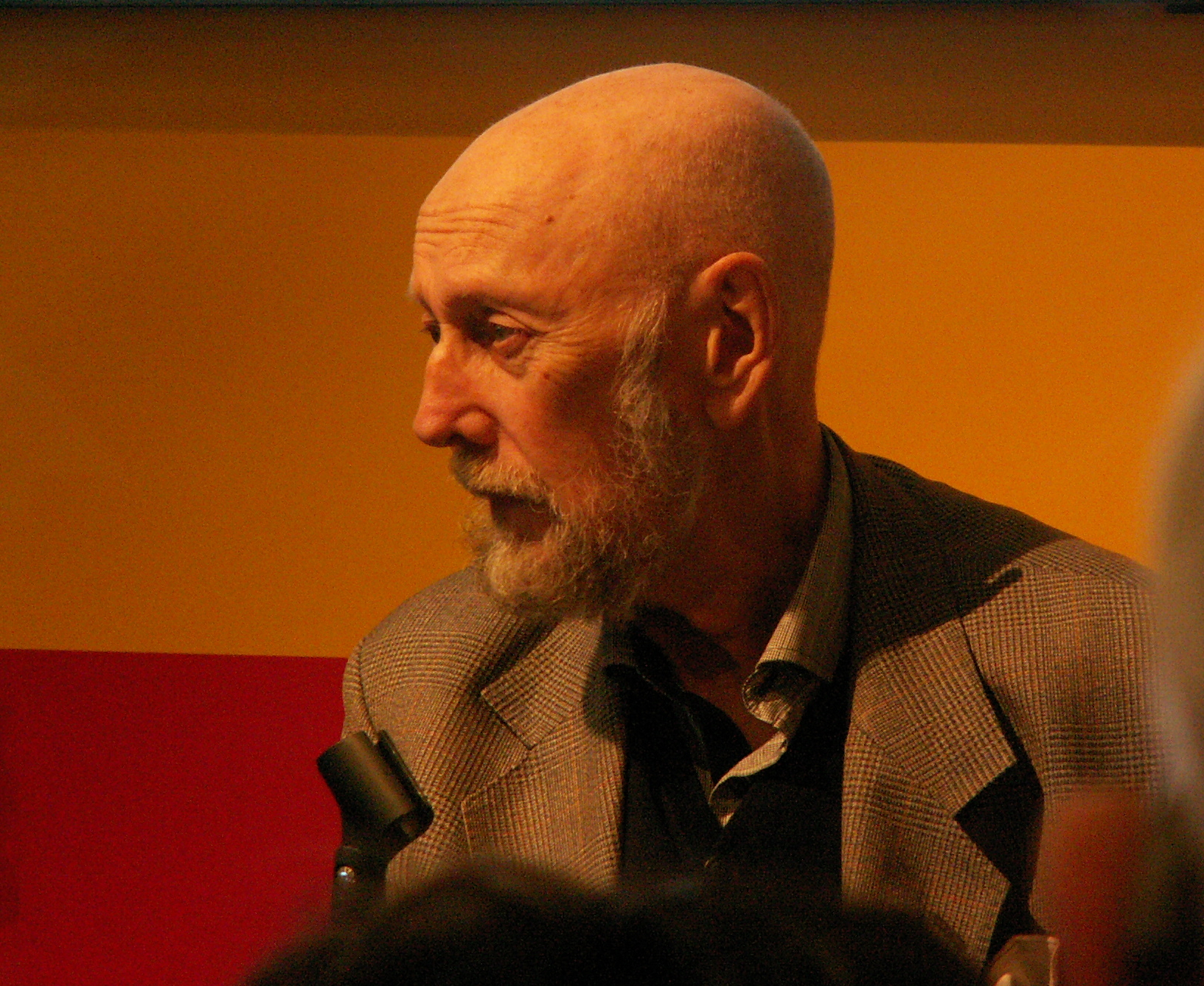
Torgny Lindgren på Bokmässan i Göteborg 2014.

Hösten 2010 utkom Lindgrens roman Minnen, en bok han själv hävdade skulle bli hans sista. I en intervju i Dagens Nyheter samma år hade dock författaren ändrat sig. År 2014 publicerades Lindgrens sista roman Klingsor.
Torgny Lindgrens böcker har sålts i betydande upplagor och han är en av Sveriges mest översatta författare. Han är representerad på världsbibliotekets lista med Batseba. För denna roman tilldelades han 1986 det internationellt högt värderade franska litteraturpriset Prix Femina. Sven-David Sandströms opera Batseba är baserad på Torgny Lindgrens roman. Carl Unander-Scharins opera Hummelhonung från 2001 är baserad på Lindgrens roman med samma namn. Den 17 mars 2018 uruppfördes på Kungliga Operan sångcykeln Plåtsax – hjärtats instrument (dikter ur Torgny Lindgrens debutbok) i tonsättning av Carl Unander-Scharin.

## Filmatiseringar
- 1986 – Ormens väg på hälleberget
- 2003 – Kommer du med mig då, efter romanen Till sanningens lov
- 2013 – Braty – ostannja spovid, ukrainsk film efter romanen Hummelhonung
- 2015 – Edith & Aljosja, kortfilm inspirerad av novellen "Selma och Verner"

## Priser och utmärkelser
- 1970 – Litteraturfrämjandets stipendium
- 1977 – ABF:s litteraturpris
- 1982 – Tidningen Vi:s litteraturpris
- 1982 – Östersunds-Postens litteraturpris
- 1982 - Nordiska radiodramapriset
- 1983 – Litteraturfrämjandets stora romanpris
- 1984 – Aniarapriset
- 1986 – Prix Femina Étranger
- 1987 – Doblougska priset
- 1989 – Övralidspriset
- 1990 – Hedersdoktor vid Linköpings universitet
- 1992 – Hedersledamot vid Norrlands nation
- 1995 – Hedenvind-plaketten
- 1995 – Augustpriset för Hummelhonung
- 1995 – Bjørnsonordenen [14]
- 1996 – Landsbygdens författarstipendium
- 1999 – Gerard Bonniers pris
- 2000 – Stiftelsen Selma Lagerlöfs litteraturpris
- 2000 – Hedersdoktor vid Umeå universitet
- 2001 –  L´ordre des Arts et des Lettres
- 2002 – Litteris et Artibus
- 2003 – Sveriges Radios Romanpris för Pölsan
- 2004 – De Nios Stora Pris
- 2004 – Sveriges Radios Novellpris
- 2009 – Piratenpriset

### Webbkällor
- Torgny Lindgren från Arkiv och specialsamlingar vid Umeå universitetsbibliotek
- Torgny Lindgren från Norstedts förlag